# Otto René Castillo
Otto René Castillo (* 25. April 1934 in Quetzaltenango, Guatemala; † 19. März 1967 in Guatemala) war ein bedeutender guatemaltekischer Lyriker, Literaturwissenschaftler und Guerillakämpfer.

## Leben
Otto René Castillo wurde 1934 in Quetzaltenango, im Westen Guatemalas, geboren. Seit 1954 war er im Exil in El Salvador. Er begann zunächst ein Studium der Rechtswissenschaften, konnte dann aber mit einem Stipendium von 1959 bis 1962 in Leipzig Literaturwissenschaften studieren. Otto René Castillo war auch Filmemacher und gehörte 1961/62 der Jury des Internationalen Leipziger Dokumentar- und Kurzfilmfestivals an. 1966 kehrte er nach Guatemala zurück und wurde Mitglied der Guerilla Fuerzas Armadas Revolucionarias.
Castillo ist Preisträger diverser spanischer und lateinamerikanischer Literaturpreise.
Am 19. März 1967 wurde er festgenommen, gefoltert und bei lebendigem Leibe verbrannt.
Das Castillo Theatre in New York City ist nach ihm benannt. In New York werden auch seit 1998 jährlich die Otto René Castillo Awards for Political Theatre an Theatergruppen und Einzelkünstler vergeben.

## Werk (Auswahl)
- Selbst unter der Bitterkeit. Gedichte, Herausgeber: Informationsstelle Guatemala, 1981.

## Filme
- Erinnerungen an Otto René Castillo  DDR 1979, 28 min, Regie: Karlheinz Mund[2]

## Nachweise
1. ↑  Erinnerungen an Otto. In: Der Spiegel. Nr. 15, 1984 (online – 9. April 1984).
2. ↑  Erinnerungen an Otto René Castillo bei IMDb